# Brücke bei Oinoanda
Koordinaten: 36° 49′ 31,1″ N, 29° 33′ 43,4″ O
Die Brücke bei Oinoanda oder Brücke von Kemerarası ist eine osmanische Bogenbrücke über den Fluss Xanthos (den heutigen Eşen Çayı) in der Nähe der antiken Stadt Oinoanda in Lykien (Türkei). Sie befindet sich auf oder nahe der Stelle eines römischen Vorgängerbaus, dessen Existenz in den 1990er Jahren durch den Fund einer antiken Brückeninschrift bekannt wurde.

## Römische Brücke

### Inschriftenstein
Der römische Inschriftenstein wurde im antiken Grabungsfeld bei Kemerarası am Fuße des Stadthügels von Oinoanda (Urluca) entdeckt. Der Fundort fungierte bereits in der Antike als Verkehrsknotenpunkt für das obere Xanthostal. Parallel zur modernen Autobrücke befindet sich hier auch die osmanische Brücke. Der mit der Vorderseite nach oben vorgefundene und weitgehend intakt gebliebene Kalksteinblock ist 130 cm hoch, 64 cm breit und ca. 42 cm dick. An der rechten Seite der Inschrift ist ein großflächiges Stück Stein abgesplittert, das Textergänzungen erforderlich macht. Weitere Interpretationsschwierigkeiten ergeben sich aus einer Reihe orthographischer Fehler, deren Eigenart darauf schließen lässt, dass der Steinmetz vermutlich griechischer Muttersprachler war.

### Zeitliche Einordnung
Die Inschrift und damit auch die Errichtung der Römerbrücke kann in die Regierungszeit des lykischen Statthalters Eprius Marcellus datiert werden, der beim Tod des Kaisers Claudius 54 n. Chr. nachweislich im Amt war. Nach Abgleichung des Textes mit der bekannten Chronologie grenzt Milner das Baudatum auf das Jahr 50 n. Chr. ein und sieht einen Zusammenhang mit römischen Straßenbauaktivitäten, die mit der Annexion Lykiens sieben Jahre zuvor ihren Anfang nahmen und von Marcellus’ Vorgänger Quintus Vernanius betrieben wurden. Da neben dem Aufbau eines Militärstraßennetzes, das die schnelle Verschiebung von Truppen bezweckte, auch die Schleifung lykischer Stadt- und Festungsmauern für diese Zeit belegt ist, ist die Römerbrücke von Oinoanda womöglich im Rahmen einer breit angelegten römischen Pazifizierungskampagne in der Provinz zu sehen.

### Inschriftentext
Transkription (mit Ergänzungen):
TI CLAVDIVS DRVSI F

CAESAR DEVS AVG GER

MANICVS PONTIFE[x]

MAX TR[I]BVNICIAE P[ot]

X COS V IMP X II DES[ig]

P P PONTEM PER T [CL?]

EPRIVM MARCELLVM

[L]EG AVG PROPR SO A
(Korrigierte und ergänzte) Übersetzung: